# Hồ Tonlé Sap
Hồ Tonlé Sap (tiếng Khmer: បឹងទន្លេសាប, Boeng Tonle Sap) hay Biển Hồ Campuchia là một hồ nước ngọt ở phía tây bắc Campuchia. Hồ thông với sông Mê Kông qua sông Tonlé Sap, hợp lưu tại thủ đô Phnôm Pênh. Đây là hồ nước ngọt lớn nhất Đông Nam Á và được UNESCO công nhận là khu dự trữ sinh quyển thế giới năm 1997.
Tonlé Sap có nghĩa là "sông nước ngọt lớn" nhưng thông thường được dịch là "Hồ Lớn" trong các ngôn ngữ khác; "Biển Hồ" là cách gọi của người Việt chỉ tầm vóc rộng lớn của hồ nước này khiến không thấy bến bờ. Tên lịch sử của nó là Hồ hải (壺海).)
Tonlé Sap là hồ nước ngọt lớn nhất ở Đông Nam Á, cũng như một trong những hệ sinh thái đa dạng và phong phú nhất trên thế giới. Hồ được UNESCO xác định là khu dự trữ sinh quyển vào năm 1997 nhờ tính đa dạng sinh học cao. Trong thế kỷ 21, hồ và các hệ sinh thái xung quanh đang chịu áp lực ngày càng tăng từ nạn phá rừng, phát triển cơ sở hạ tầng và biến đổi khí hậu.

## Địa lý
Hồ Tonlé Sap nằm ở phía tây bắc đồng bằng hạ lưu sông Mê Kông, được hình thành do sự va chạm và sụp đổ của mảng Ấn Độ và mảng Á-Âu. Đồng bằng hạ lưu sông Mê Kông từng là một vịnh và mực nước biển dâng nhanh vào cuối thời kỳ băng hà cuối cùng. Cao khoảng 4,5 m, các lõi từ thời kỳ này được tìm thấy gần Angkor chứa trầm tích thủy triều, cũng như đầm lầy muối và trầm tích đầm ngập mặn, lắng đọng trong hang động khoảng 7.900-7.300 năm trước Trầm tích hồ Sáp cũng có dấu hiệu chịu ảnh hưởng của biển. Hình thái sông hiện tại của đồng bằng sông Cửu Long được phát triển trong 6.000 năm qua, trong khi phần nước còn lại ở góc tây bắc đồng bằng hạ lưu sông Mê Kông hình thành nên Tonlé Sap.

## Thủy văn

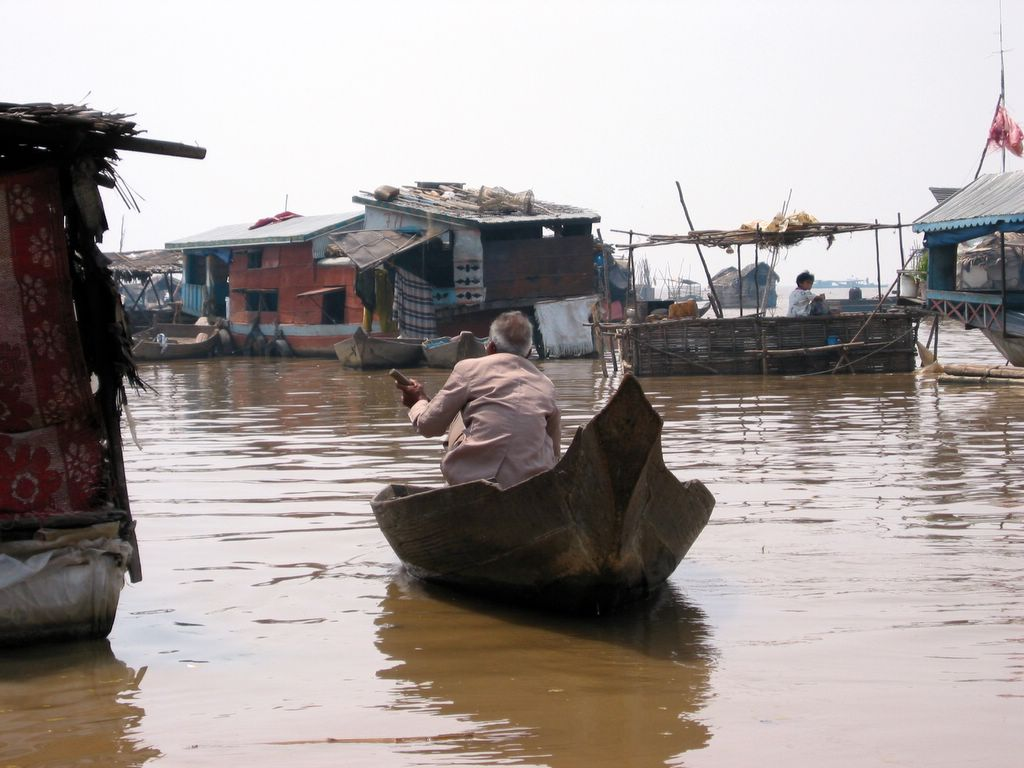
Một cụ già đang chèo thuyền trên Tonle Sap

Thường thì vào mùa khô từ Tháng 11 đến Tháng 5 hồ khá hẹp và nông, tầm sâu chỉ khoảng 1 m với diện tích 10.000 km². Vào mùa mưa bắt đầu từ Tháng 6, thay vì sông Tonle Sap rút nước từ hồ ra sông Mê Kông thì sông chảy ngược dòng, tiếp nước vào hồ khiến mực nước hồ dâng cao và tăng diện tích hồ thành 16.000 km². Với lượng nước đó, hồ có thể sâu đến 9–14 m, làm ngập lụt đồng ruộng và cây rừng trong khu vực. Vùng ngập nước biến thành nơi sinh sản lý tưởng của nhiều loài cá nước ngọt. Đến Tháng 10 thì nước lại rút xuống theo sông Tonle Sap ra sông Mê Kông.
Vì địa thế đặc biệt với hệ thống thủy văn đổi dòng 2 lần mỗi năm hồ Tonle Sap là một trong những hồ nước ngọt có hệ sinh thái đa dạng và phong phú. Phù sa cùng chất bổ từ hạ lưu bồi bổ lòng hồ nên Tonle Sap có sản lượng cá lớn đáng kể trên thế giới. Ngư nghiệp trên hồ nuôi sống 3 triệu người và cung cấp 75% sản lượng cá nước ngọt cùng 60% lượng chất đạm cho dân Campuchia.
Có nguồn cho rằng vì lượng phù sa đổ vào hồ, Tonle đang bị lấp cạn dần. Tuy nhiên các cuộc khảo cứu cho biết lòng hồ chỉ nhận khoảng 0,1-0,16 mm/năm từ hơn 5.000 năm nay nên nguy cơ hồ bị lấp cạn không đúng. Lượng phù sa không những không làm hại mà còn giúp ích giữ môi trường Tonle Sap luân chuyển.
Cũng vì hồ Tonle Sap điều tiết mà hạ lưu sông Mê Kông bớt nạn lũ lụt vào mùa mưa, và ngược lại vào mùa khô khoảng 50% lượng nước sông ở châu thổ sông Cửu Long là do hồ Tonle Sap bù vào.

## Vị trí
Cách trung tâm thành phố Siem Riep khoảng 30 phút chạy ôtô.

## Dân cư
Quanh hồ tập trung nhiều cộng đồng người Việt và người Chăm, sinh sống tại các làng nổi bên hồ.